# Austrofusus glans
Austrofusus glans là một loài ốc biển cỡ trung bình hoặc whelk, là động vật thân mềm chân bụng sống ở biển trong họ Buccinidae.

## Hình ảnh

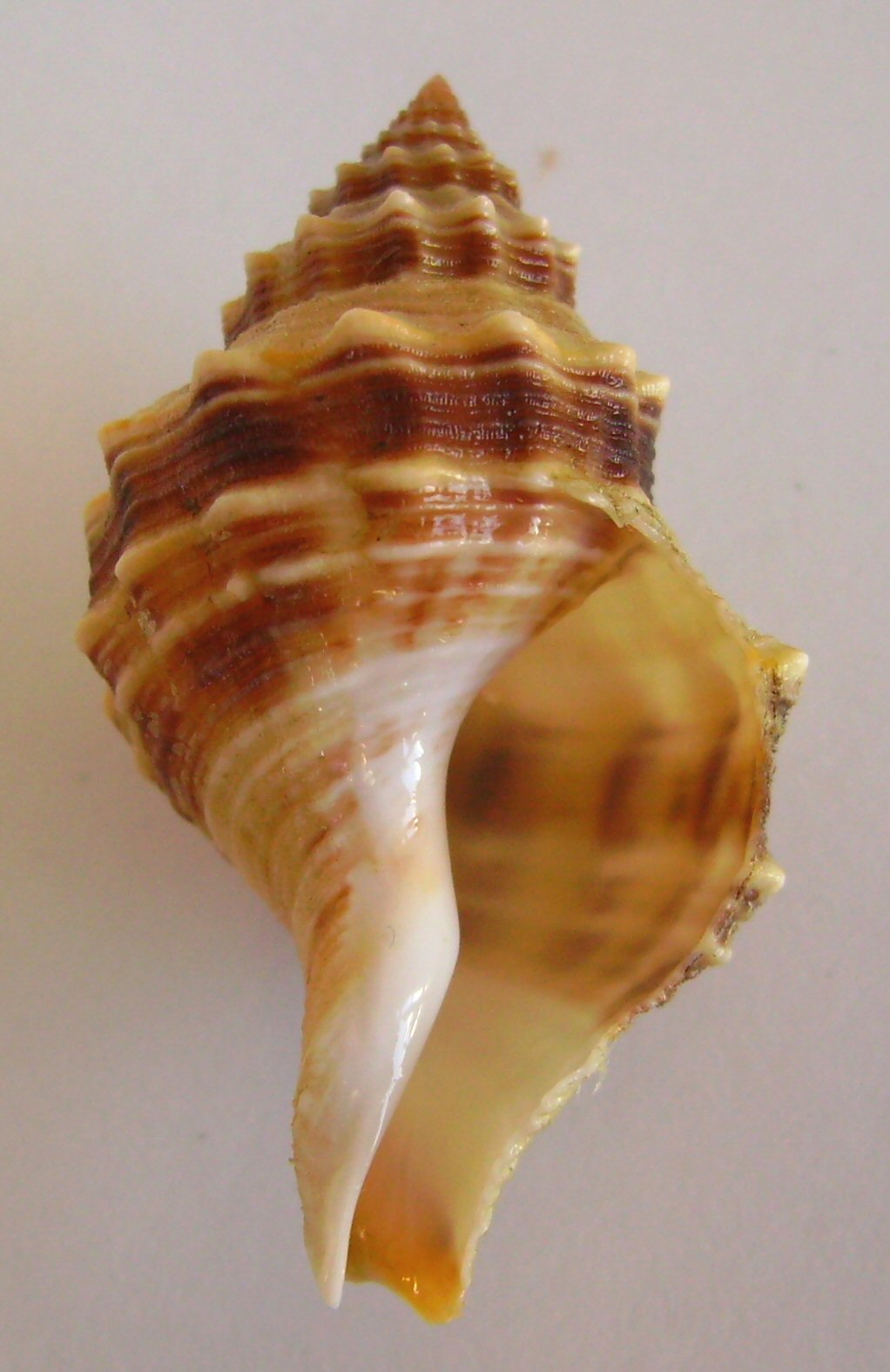